# Gyeongpo-dong
Gyeongpo-dong (koreanska: 경포동) är en stadsdel i staden Gangneung i provinsen Gangwon i den nordöstra delen av Sydkorea, 170 km öster om huvudstaden Seoul.
I Gyeongpo-dong ligger Ojukheon(en), ett av de äldsta bevarade trähusen i Korea, där den lärde konfucianen Yi I föddes.